# Pelochyta fassli
Pelochyta fassli är en fjärilsart som beskrevs av Rothschild 1911. Pelochyta fassli ingår i släktet Pelochyta och familjen björnspinnare. Inga underarter finns listade i Catalogue of Life.